# Пухове (Воронезька область)
Пухове (рос. Пухово) — село у Лискинському районі Воронезької області Російської Федерації. Населення становить 488 осіб (2010). Входить до складу муніципального утворення Ковалевське сільське поселення.

## Історія
Населений пункт розташований у межах українського етнічного та культурного регіону Східної Слобожанщини. До Перших визвольних змагань належав до Воронезької губернії.
Від 1928 року належить до Лискинського району, спочатку в складі Центрально-Чорноземної області, а від 1934 року — Воронезької області.
Згідно із законом від 15 жовтня 2004 року входить до складу муніципального утворення Ковалевське сільське поселення.

## Населення
| 2010 |
| ---- |
| 488  |

## Особистості

### Народилися
- Аркадій Животко (1890—1948) — український громадсько-просвітницький діяч, журналіст, редактор, видавець, дослідник історії української преси, один із фундаторів національного дошкільного виховання.